# Villa San Giovanni (stacja kolejowa)
Villa San Giovanni (włoski: Stazione di Villa San Giovanni) – stacja kolejowa w Villa San Giovanni, w regionie Kalabria, we Włoszech. Znajdują się tu 3 perony.